# Hermine Stindt
Hermine Marie Stindt (Bremerhaven, Bremen, 3 de gener de 1888 – Hannover, Niedersachsen, 19 de febrer de 1974) va ser una nedadora alemanya que va competir a començaments del segle xx.
El 1912 va prendre part en els Jocs Olímpics d'Estocolm, on disputà dues proves del programa de natació. En la prova dels 100 metres lliures quedà eliminada en sèries, mentre en la prova dels relleus 4x100 metres lliures guanyà la medalla de plata conjuntament amb les seves companyes d'equip Wally Dressel, Louise Otto i Grete Rosenberg.
El 2010 se li dedicà un carrer de Hannover.